# Simultankirche Kenzingen

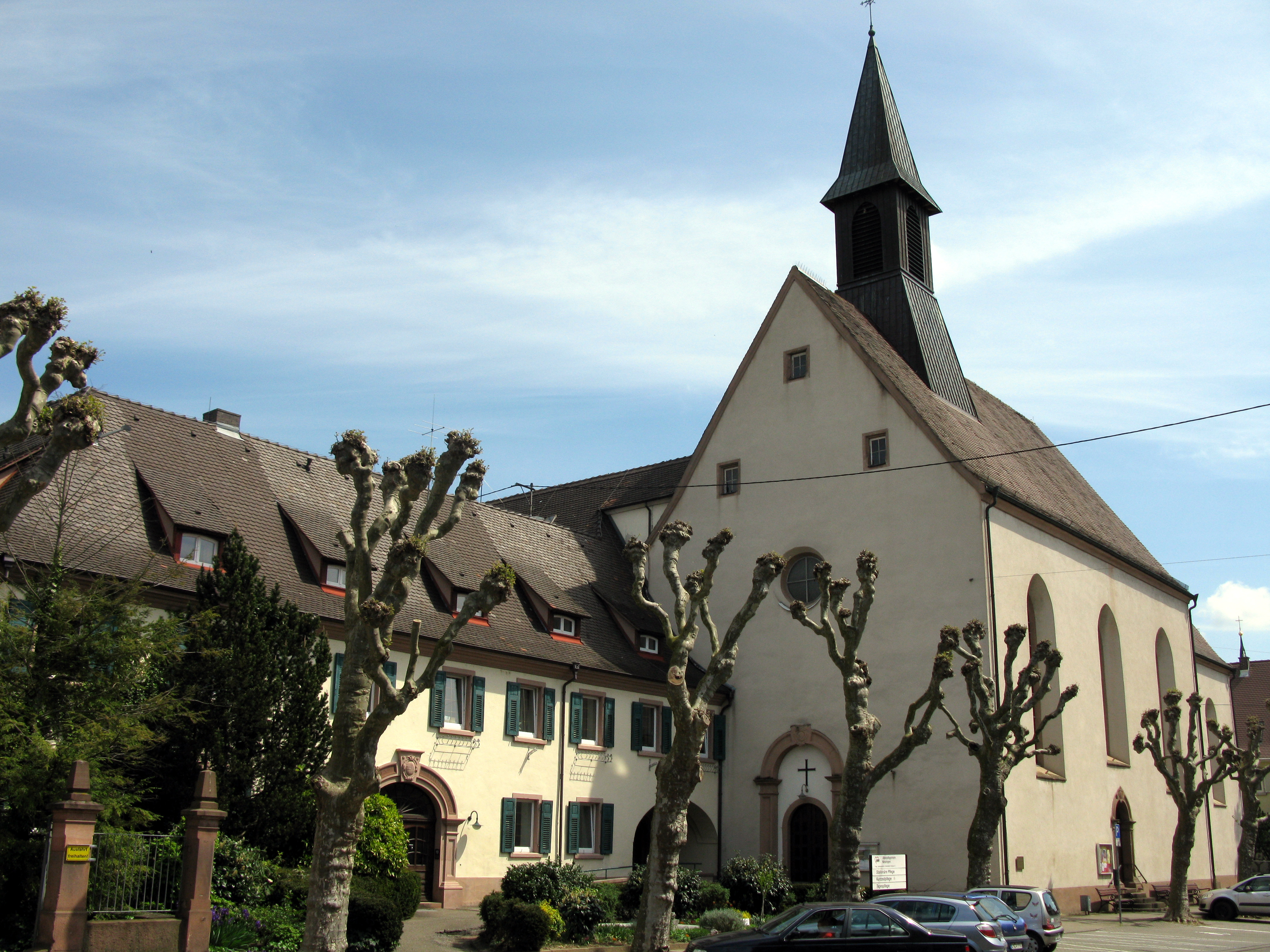
Kirche von West mit anstoßendem Pflegeheim (ehemaligem Wohngebäude des Klosters)

Die Simultankirche Kenzingen ist eine Kirche mit Gottesdiensträumen sowohl für die evangelischen als auch für die römisch-katholischen, zur Pfarrei St. Laurentius gehörenden Einwohner der Breisgaustadt Kenzingen. Das Gebäude, an der Kenzinger Eisenbahnstraße, geht auf das Kenzinger Franziskanerkloster zurück. Die Wohngebäude des Klosters wurden nach der Säkularisation zunächst in ein Krankenhaus und eine Schule und schließlich in ein Pflegeheim umgewandelt, aus dem Schiff der dem heiligen Josef geweihten Klosterkirche wurde die evangelische Kirche, aus dem Chor die katholische Spitalkapelle. Die Geschichte und Gestalt des Komplexes haben nach dem katholischen Theologen Gebhard Heil (* 1932), dem Lehrer und Kunsthistoriker Hermann Brommer sowie den Kenzinger Ortsgeschichtlerinnen Kirsten Kreher (* 1960) und Monika Rudolph (* 1954) in jüngerer Zeit die evangelische Theologin Annegret Blum (* 1952) und der Küster der evangelischen Kirche Volker Pixberg (* 1973) erforscht.

## Geschichte

### Franziskanerzeit
Von Franziskanern in der 1249 von Rudolf II. von Üsenberg  (1231–1258) gegründeten Stadt Kenzingen ist erstmals 1327 in Akten  des Klosters Adelhausen in Freiburg im Breisgau die Rede: in Kenzingen gehöre ein Haus in der Weingasse, der heutigen Spitalstraße, den „Barfussen“, Barfüßern. Ein eigentliches Kloster gab es aber im 14. Jahrhundert noch nicht.
1628, mitten im Dreißigjährigen Krieg – Landesherren waren inzwischen statt der Üsenberger die Habsburger –, bat die Stadt die Tiroler Franziskanerprovinz um Hilfe. Die Pfarrstelle der Stadtkirche St. Laurentius war unbesetzt. Die Franziskaner sollten „das durch die langen Kriegsjahre darniederliegende religiöse Leben wieder aufbauen“. Die Tiroler Provinz gehörte zu den die Ordensregel streng praktizierenden „reformierten unbeschuhten Observanten“. An der Gründung in Kenzingen war das Freiburger Franziskanerkloster beteiligt.

Aber schon zehn Jahre später, 1638, flüchteten die Ordensleute mit einem Teil der Bevölkerung vor dem Anmarsch der Schweden nach Mahlberg. Der Angriff endete mit dem großen Brand Kenzingens am 18. Oktober 1638. Wieder war St. Laurentius verwaist. Der Stadtrat schrieb an die Ordensprovinz:

„Wir Schultheiß, Bürgermeister und Rat der Stadt Kenzingen bestätigen hiermit, dass die genannten frommen verehrten Religiosen Herren Patres des Ordens der Minderen Brüder des hl. Franziskus, ungefähr 11 Jahre, ohne jeden Zweifel aus besonderer Begnadung durch den Allerhöchsten, hier mit unserer Zustimmung ihren Sitz hatten mit der festen Hoffnung, bald ein Kloster zu Ehren und Ruhm des Allmächtigen und ebenfalls zu unserem Seelenheil und unserem Trost errichten zu können, wir aber wegen der schweren Kriegsereignisse, die die ganze Gegend verwüsteten, alles in Trümmer legten, dieses Städtchen mit Soldaten besetzte und wir selber durch die erlittenen Brandschatzungen verarmt waren, die Einwohner stark dezimiert, das in unserer heutigen Zeit nicht zum Erfolg führen konnten und so gezwungen waren, sie ziehen zu lassen. Daher erbitten wir vom M.V.P. von Kilsheim, dem jetzigen Freiburger Guardian und von F.P. Arsenius, dem gegenwärtigen Kenzinger Vorsteher, ihren Weggang beweinend, sie mögen doch Anstalten treffen, zurückzukehren.“

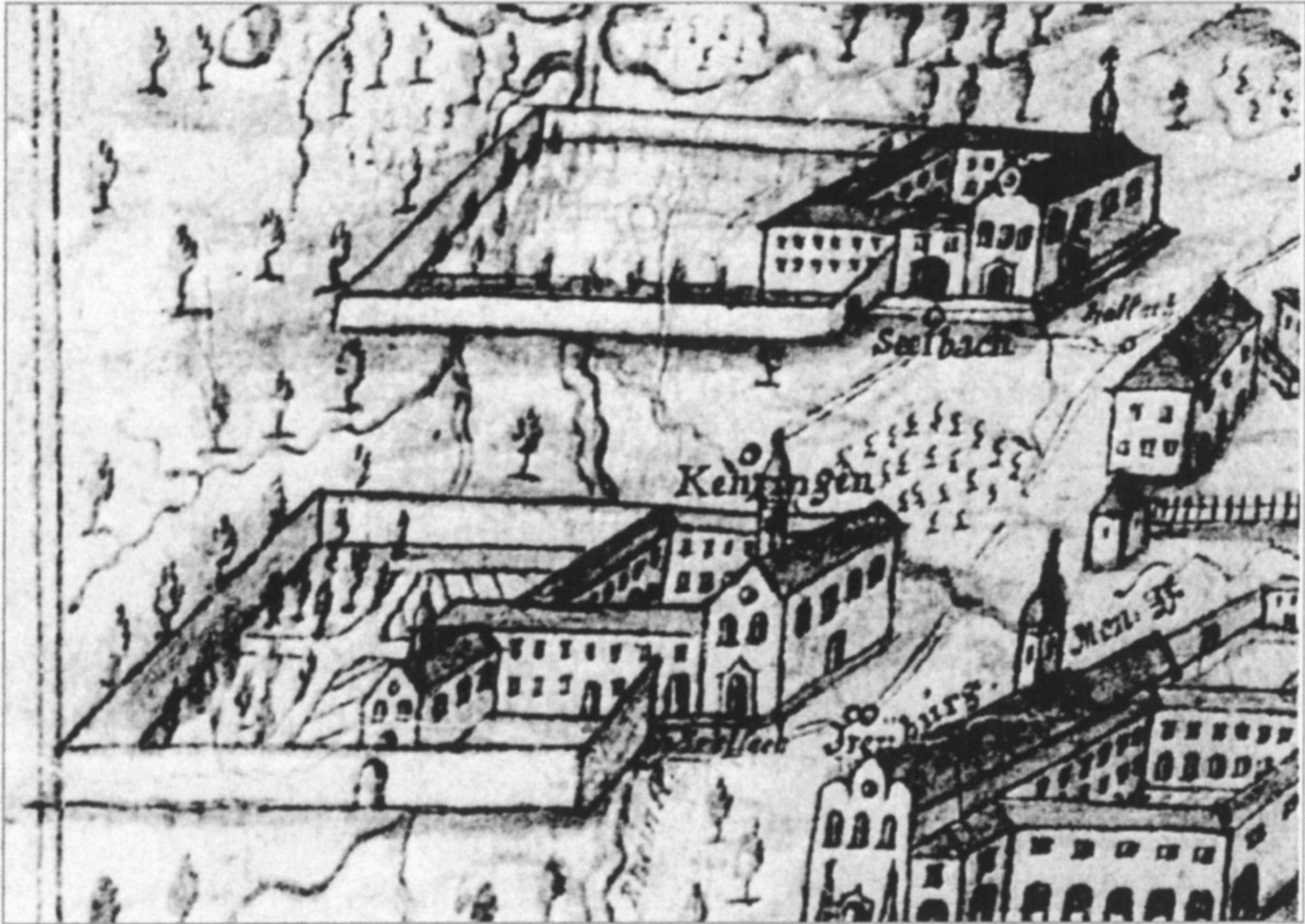
Das Kloster in einer Karte der Tiroler Franziskanerprovinz

Die Franziskaner nahmen die Seelsorge wieder auf und konnten 1654 endlich unter Pater Gratian Zürcher (1619–1698) mit dem Bau ihres Klosters und seiner Kirche beginnen. 1699 umfasste der Konvent 13 Patres und 4 Laienbrüder, 1799 12 Patres und 5 Laienbrüder. Sie sammelten Almosen und leisteten geistliche Dienste von Emmendingen im Süden bis knapp hinter Lahr im Norden. Mit der Säkularisation und dem Übergang Kenzingens an das Großherzogtum Baden kam das Ende. Bei der letzten Meldung vom Jahr 1804 umfasste der Konvent 10 Patres und 4 Laienbrüder, Durchschnittsalter 46,5 Jahre. 1807 wurde als erste Maßnahme die Bibliothek teils in die Hofbibliothek in Karlsruhe, teils in die Universitätsbibliothek Freiburg überführt. Novizen durften nicht mehr aufgenommen werden. Der letzte Guardian, Pater Dameter Melder, starb 1827, der letzte Priester, Pater Johannes Bartel, 1830.
1832 kaufte die Stadt Kenzingen die gesamte Klosteranlage vom Großherzogtum und richtete in den Wohngebäuden ein Krankenhaus und eine Schule ein. Die Kirche wurde Getreidespeicher und Gerümpelkammer.

### Folgezeit: Evangelische Kirche und katholische Spitalkapelle
Wegen seiner Zugehörigkeit zu Habsburg hatte sich die Reformation in Kenzingen trotz der Tätigkeit Jacob Otters als Prädikant nicht durchsetzen können. Noch 1879 lebten in Kenzingen nur 120 evangelische Bürger. Sie mussten zum Gottesdienst in das benachbarte, ab 1535 zur Markgrafschaft Baden-Durlach gehörende und deshalb protestantische Tutschfelden. 1879 fand eine entscheidende Sitzung der Kenzinger Evangelischen statt. Für die Gründung einer eigenen Gemeinde bedurfte es vor allem einer Pfarrstelle und eines Gottesdienstraums. Mit Erlaubnis des Bürgermeisters wurde am Sonntag, den 9. November 1879 vormittags 8 ¼ Uhr im Klassenraum der Quinta der höheren Bürgerschule der erste evangelische Gottesdienst in Kenzingen gefeiert. Schon wenige Tage später begannen Verhandlungen über die ehemalige Klosterkirche. Sie zogen sich über viele Jahre hin, bis am 9. Mai 1890 mit der Stadt ein Pachtvertrag auf 99 Jahre abgeschlossen wurde. Von vielen Baumaßnahmen war die Errichtung einer Mauer zwischen dem Chor und dem Schiff  besonders einschneidend. Der Chor diente fortan als – katholische – Kapelle des im Kloster untergebrachten Städtischen Krankenhauses, Spitalkapelle. Am 5. März 1891 wurde das Schiff als evangelische Kirche in Anwesenheit von Großherzog Friedrich I. und seiner Frau Großherzogin Luise feierlich in Dienst gestellt. Erster „Pastorisationsgeistlicher“ – die „Pastorisationsgemeinde“ entspricht der römisch-katholischen Pfarrkuratie – wurde Hermann Gilg. 1909 wurde die Pastorisationsgemeinde selbständige Pfarrei. Nach dem Zweiten Weltkrieg erhöhte sich die Zahl der Evangelischen durch Flüchtlinge bzw. Heimatvertriebene aus den ehemaligen deutschen Ostgebieten von 640 (im Jahr 1946) auf 1445 (im Jahr 1954).
Das Verhältnis der Konfessionen war von gegenseitiger Hilfe geprägt. Am 16. Oktober 2005 wurde ein Kooperationsvertrag mit St. Laurentius unterzeichnet: „Im Bekenntnis zur Taufe als dem gemeinsamen grundlegenden Band der Einheit in Jesus Christus, getragen von der Bitte Jesu ‚dass alle eins seien‘“ verpflichteten sich die evangelische und die katholische Pfarrgemeinde zu weiteren Schritten auf dem Weg zur sichtbaren Einheit in einem Glauben.
1982 wurde das Städtische Krankenhaus geschlossen. 1985 eröffnete die Arbeiterwohlfahrt in den Wohngebäuden des ehemaligen Klosters ein Pflegeheim. Die Stadt, Eigentümerin, hat heute die evangelische Kirche an die evangelische, die Spitalkapelle an die katholische Kirchengemeinde verpachtet.

## Baugeschichte
In der Tiroler Franziskanerprovinz wurde um 1650 viel gebaut. So entstanden die Franziskanerklöster in Saulgau und Waldsee. Die Bautrupps zogen von Ort zu Ort. Architekt war Rufin Laxner (etwa 1617 bis 1687) aus Bludenz, der 1635 in den Orden eingetreten und von 1656 bis 1659 Provinzial war. Ein erfahrener Bauführer und Schreiner war Frater Vitus Rastpichler (1617–1699) aus Umhausen. Der Bau in Kenzingen schloss sich an Waldsee an. Im Mai 1657 legte Laxner den Grundstein zu den Wohngebäuden. Im November 1658 konnten sie bezogen werden. Am 15. Mai 1658 legte Abt Franciscus Hertenstein vom Kloster Ettenheimmünster den Grundstein zur Kirche. Die Ettenheimer Benediktiner hatten den Kenzinger Franziskanern Abbruchmaterial der Nikolauskapelle im abgegangenen Nidingen überlassen. Am 11. Juni 1662 wurde die Kirche geweiht.

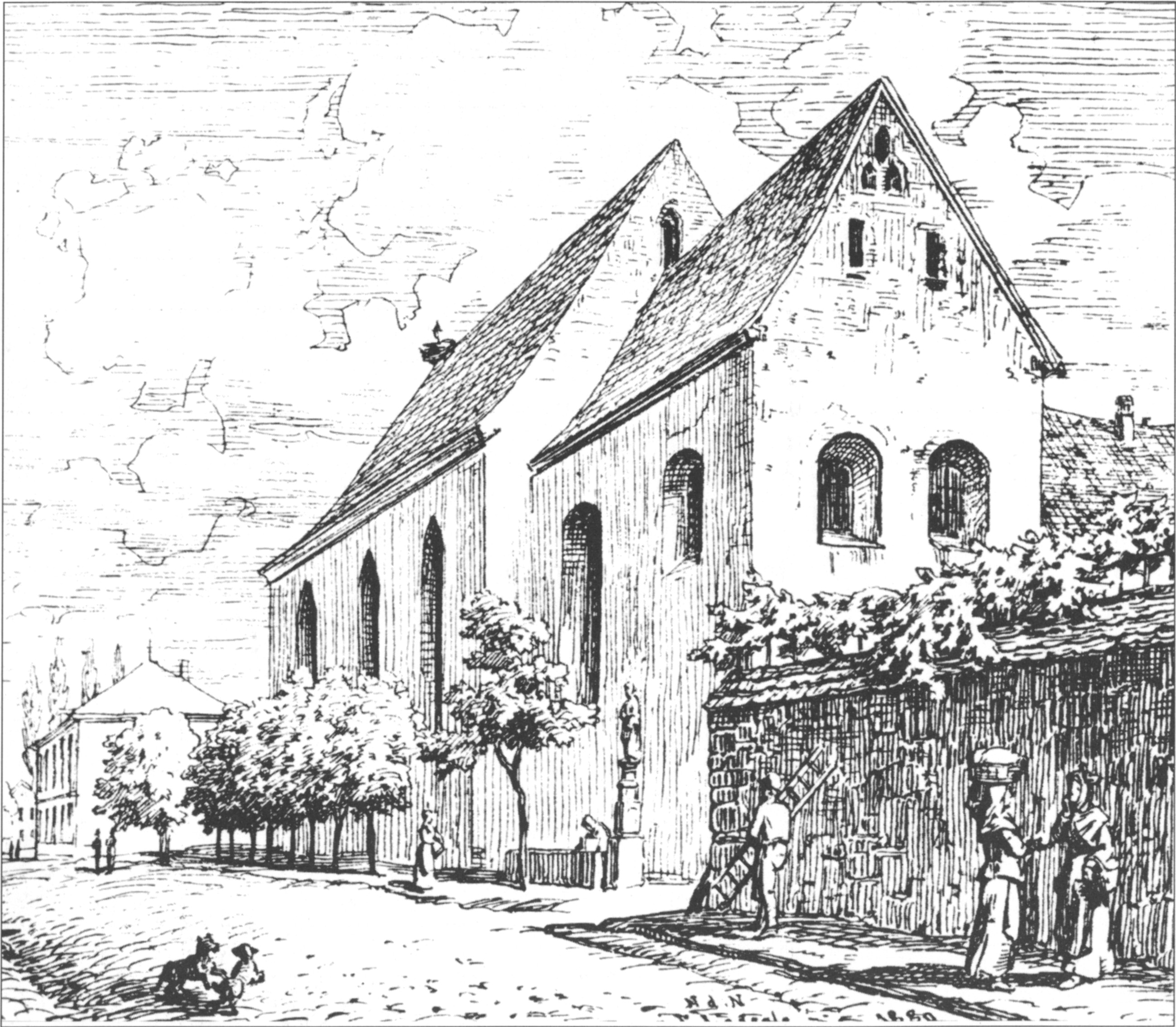
Kirche von Südost 1880, ohne Dachreiter

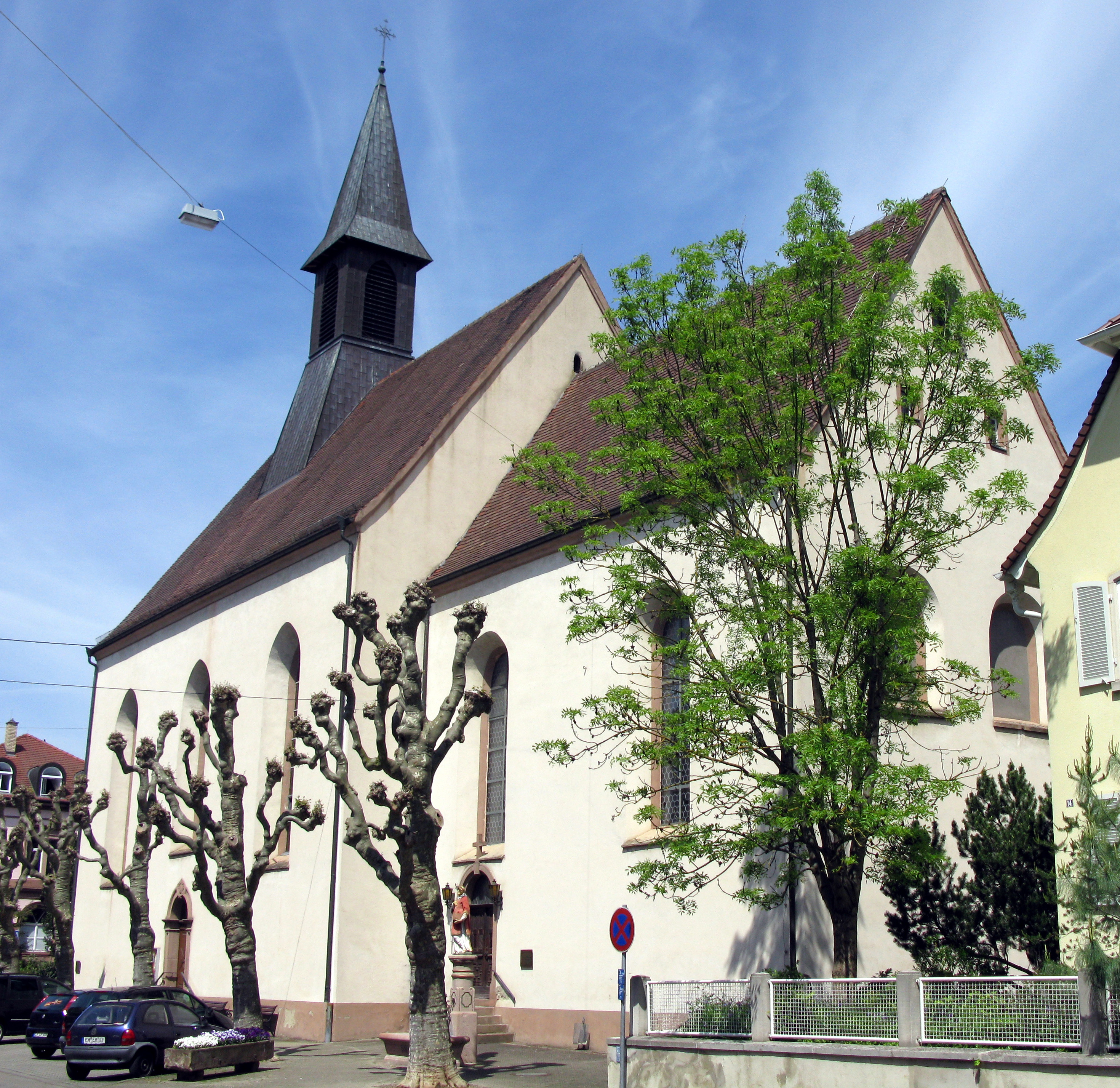
Kirche von Südost

Die Trennung von Kirchenschiff und Chor durch eine Mauer war nicht die einzige durch die neue Zweckbestimmung des Schiffs 1890 erforderte Maßnahme. „Der Boden wird zementiert, eine Sakristei gebaut, Altar und Kanzel werden errichtet, Öfen, Fenster und Türen angeschafft. In Waldkirch besorgt man sich beim Orgelbauer Anton Kiene eine gebrauchte Orgel.“ Die evangelische Kirche erhielt damals einen typischen protestantischen Kanzelaltar vor der Trennwand zur Spitalkapelle. Die Seitenaltäre blieben rechts und links daneben stehen. Auf der Seite der Spitalkapelle wurde eine Empore für die das Krankenhaus betreuenden Ordensschwestern errichtet. 1898 kam ein Dachreiter auf das Schiff, wohl um dieselbe Zeit ein kleiner Dachreiter auf die Spitalkapelle.
1929 wurde die Kirche zum 50-jährigen Jubiläum der 1879er-Versammlung gründlich renoviert, zum Beispiel die Orgelempore vergrößert. Am 29. Dezember 1944 wurden Krankenhaus, Kirche und Spitalkapelle durch Bomben stark beschädigt. „Brennend stürzte der Dachreiter mitsamt den Glocken auf die Eisenbahnstraße. Nur dem massiven Gewölbe war es zu verdanken, dass der Brand nicht auf das Kircheninnere selbst übergreifen konnte.“
Den Reparaturen der Nachkriegszeit folgte 1961 eine große Umgestaltung des evangelischen Teils. Der Kanzelaltar wurde durch einen Tisch ersetzt. „Um noch mehr Platz zu erhalten und vielleicht auch, um die Gemeinde weniger von der Predigt abzulenken, wurden die beiden Seitenaltäre aus der Klosterzeit an die Längswände versetzt; sie verloren dabei ihre vorgelagerte Mensa.“ Im Juni kamen vier neue Glocken. „Die Glocken von St. Laurentius läuteten einen Willkommensgruß“.
Die jüngste Renovierung erfolgte 1993 bis 1995. Das marode Türmchen der frühen Nachkriegszeit wurde durch eine Rekonstruktion des 1898er Dachreiters ersetzt; der kleinere Dachreiter auf der Spitalkapelle ist seit der Kriegszerstörung verloren. Die Decke des evangelischen Teils wurde geweißelt und mit Ornamenten, Pflanzen und Vögeln verziert. Die Spitalkapelle wurde von 1961 bis 1964 und wieder von 1981 bis 1983 renoviert.

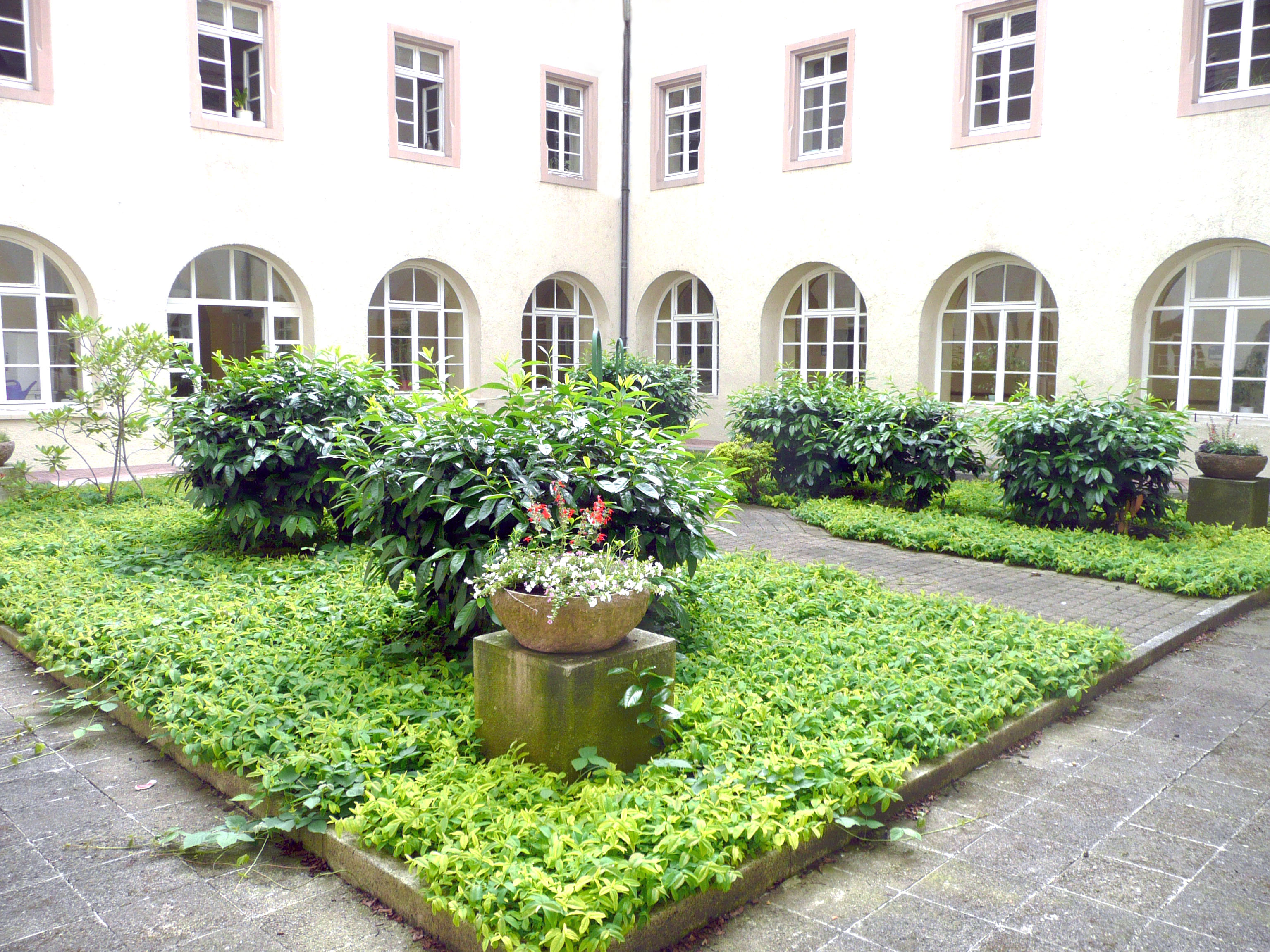
Innenhof des Pflegeheims

## Gebäude
Mit vier Flügeln gruppiert sich das ehemalige Kloster um den Kreuzgang, heute Innenhof des Pflegeheims. Die Kirche ist in die Südwestecke der Anlage eingefügt. Dem Straßenzug angepasst, ist sie nur ungefähr geostet. Gemäß dem franziskanischen Armutsgelübde ist sie schlicht, kompakt, ohne Sockel oder markante Dachtraufe. An das rechteckige Schiff schließt sich die eingezogene niedrigere, ebenfalls rechteckige Spitalkapelle, der ehemalige Chor. Jeder Teil besitzt ein Satteldach, und jeder ist mit einer flachen Stichkappentonne gedeckt, auf die das Rippensystem eines Netzgewölbes in Stuck aufgetragen ist. Im Westen ragt 12 m hoch der Dachreiter von 1996. In der Westfassade öffnen sich das rundbogige Sandsteinportal mit der rundbogigen Tür, ein rundes Fenster darüber und drei Rechteckluken im Giebel. Ein ähnliches Portal und drei Rundbogenfenster öffnen sich in der Südwand. Die an die Wohngebäude anstoßende Nordwand ist fensterlos, hat aber einen Durchgang zum Pflegeheim. Die Spitalkapelle besitzt ein über eine Treppe erreichbares, erst nach der Abtrennung von 1890 eingebrochenes Portal und zwei rundbogige Fenster im Süden, ein Fenster im Norden sowie zwei zugemauerte rundbogige Fenster und darüber drei weitere kleine Fenster im Osten. Vor dem Spitalkapellenportal steht ein Brunnen mit einer Figur des heiligen Laurentius.

## Ausstattung der evangelischen Kirche

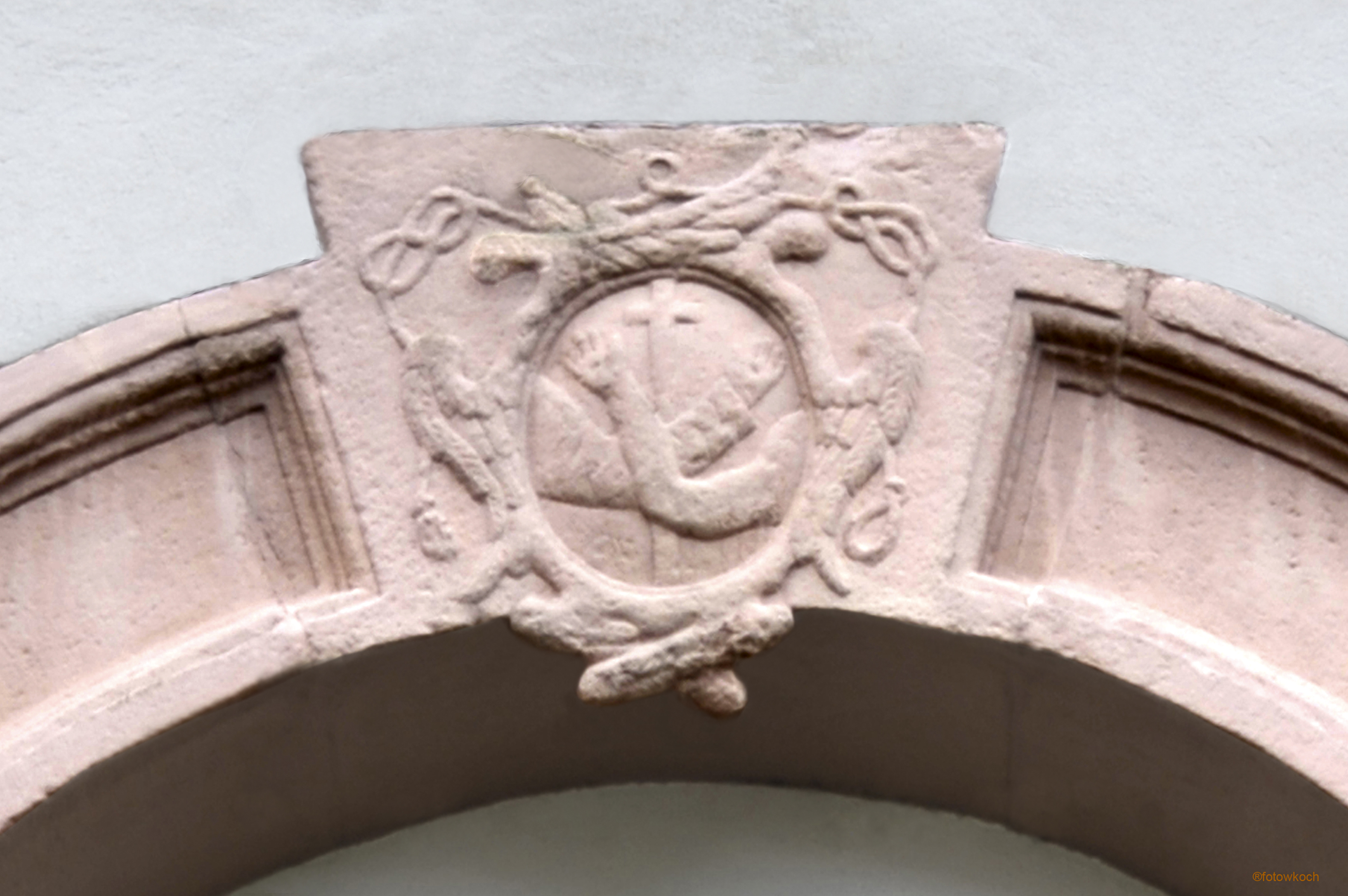
Franziskanerwappen

Eine Kartusche im Bogen des Westportals zeigt das franziskanische Wappen: ein Kreuz, unter dem sich ein nackter und ein mit einer Mönchskutte bekleideter Arm zum griechischen Χ (Chi), dem Anfangsbuchstaben von Χριστός, Christos, kreuzen; der nackte Arm, der Arm Jesu, zeigt die Nagelwunde, der bekleidete Arm, der des heiligen Franz von Assisi, das Mal seiner Stigmatisation.

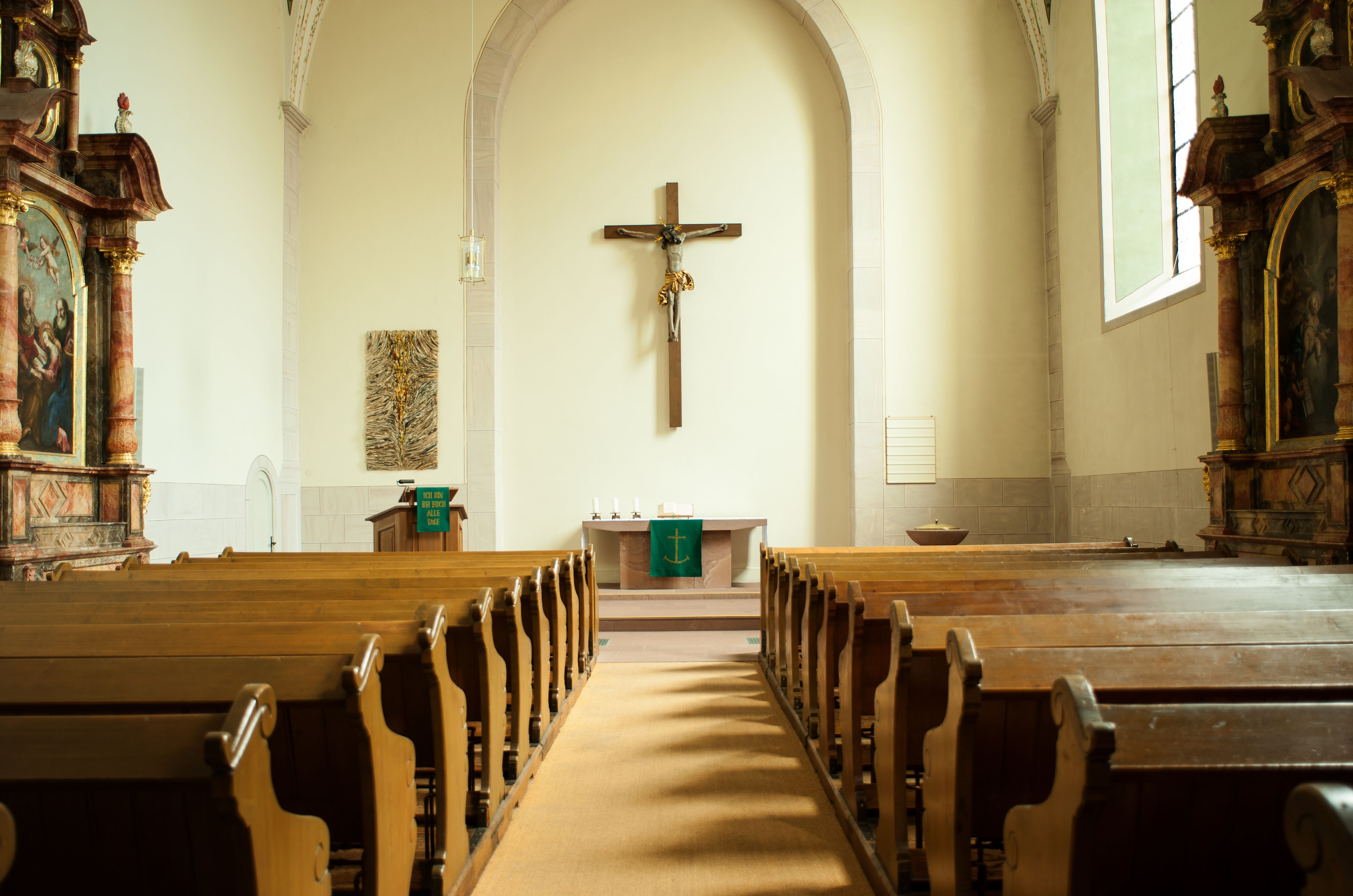
Nach Osten
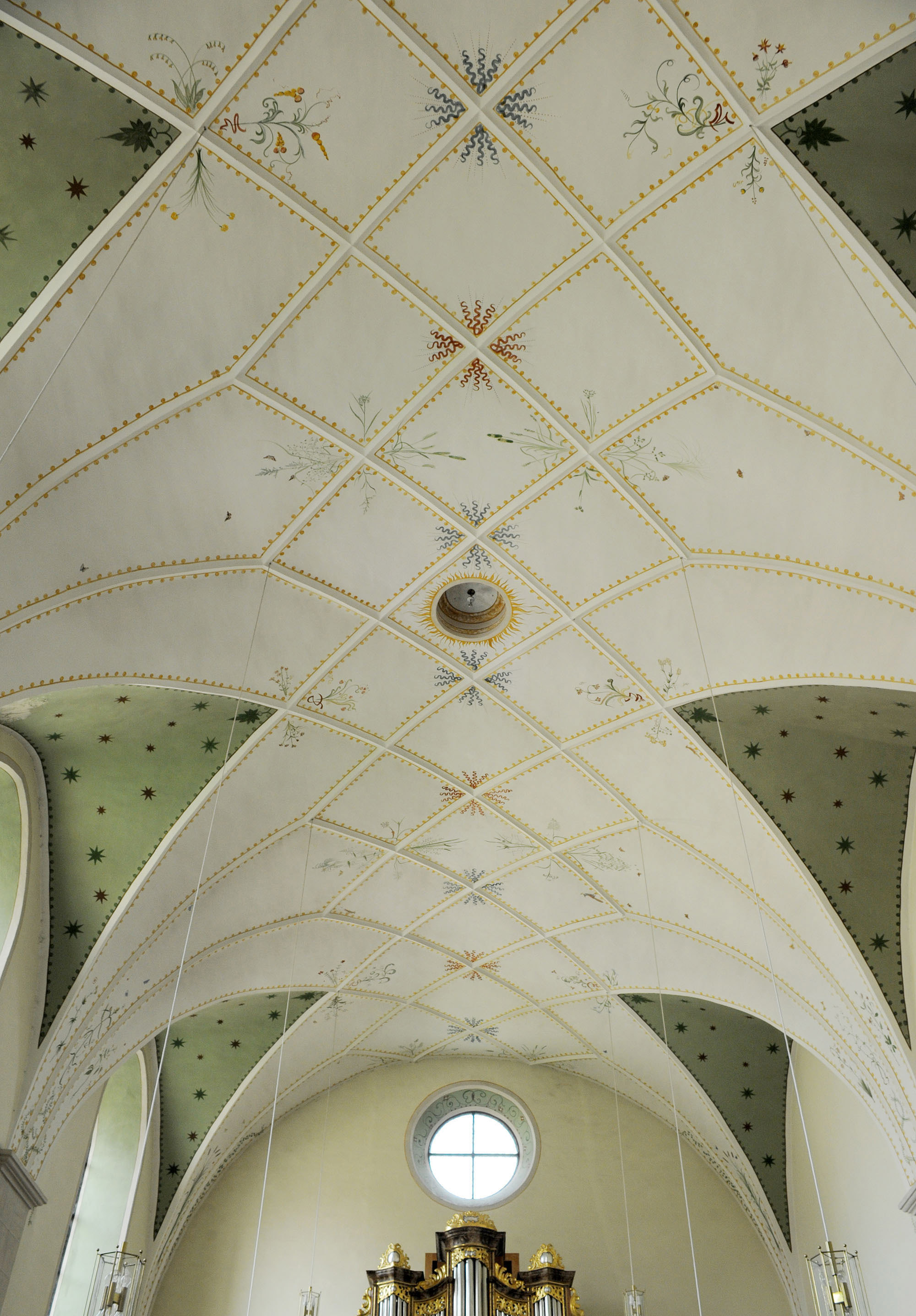
Gewölbe
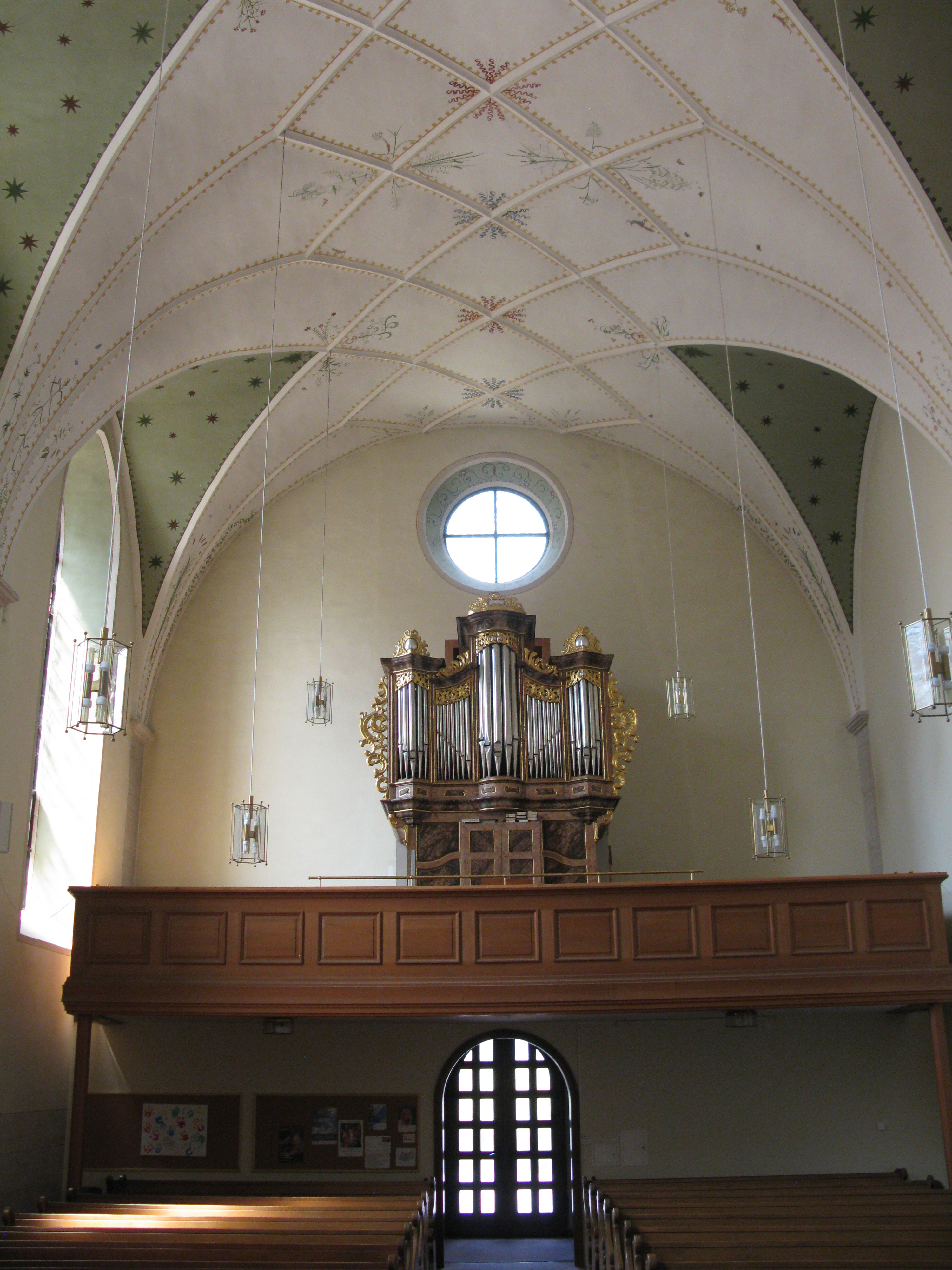
Nach Westen

Den Eintretenden empfängt ein heller Raum, dessen gotisierendes Gewölbe bei der letzten Renovierung zu einem „phantasievoll ausgeschmückten Paradiesgarten“ bemalt wurde. Laut dem Künstler, Bernd Baldszuhn, stellt er eine „Himmelswiese“ dar, den „Kräuterhimmel von Kenzingen“. Der Dekor spielt auf den Sonnengesang des heiligen Franz von Assisi an. „Seine optische Spannung erhält das Gewölbe durch seinen Hell-Dunkel-Kontrast. Die dunkelgrünen Gewölbekappen erhöhen die Strahlkraft des weißen Netzgewölbes. Sie wird noch intensiviert durch die goldgelben Perlschnüre, die entlang der Rippen verlaufen.“ Von der östlichen Wand, der Trennwand zur Spitalkapelle, beherrscht den Raum ein von Großherzogin Luise geschenkter Kruzifixus, der vermutlich aus der Zeit um 1600 stammt. Darunter steht der Altartisch aus Rotsandstein.

Seitenaltäre
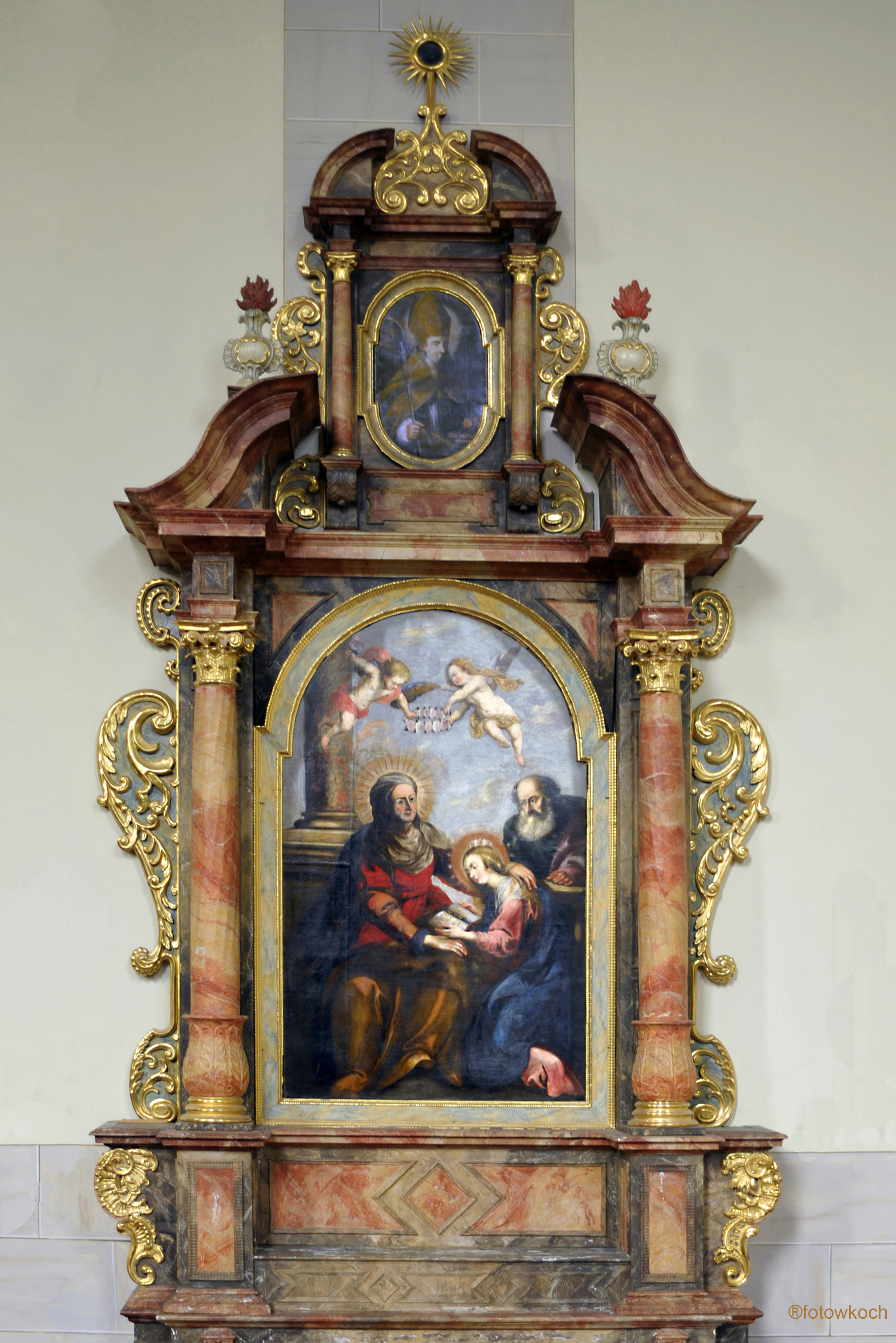
Joachim, Anna und Maria
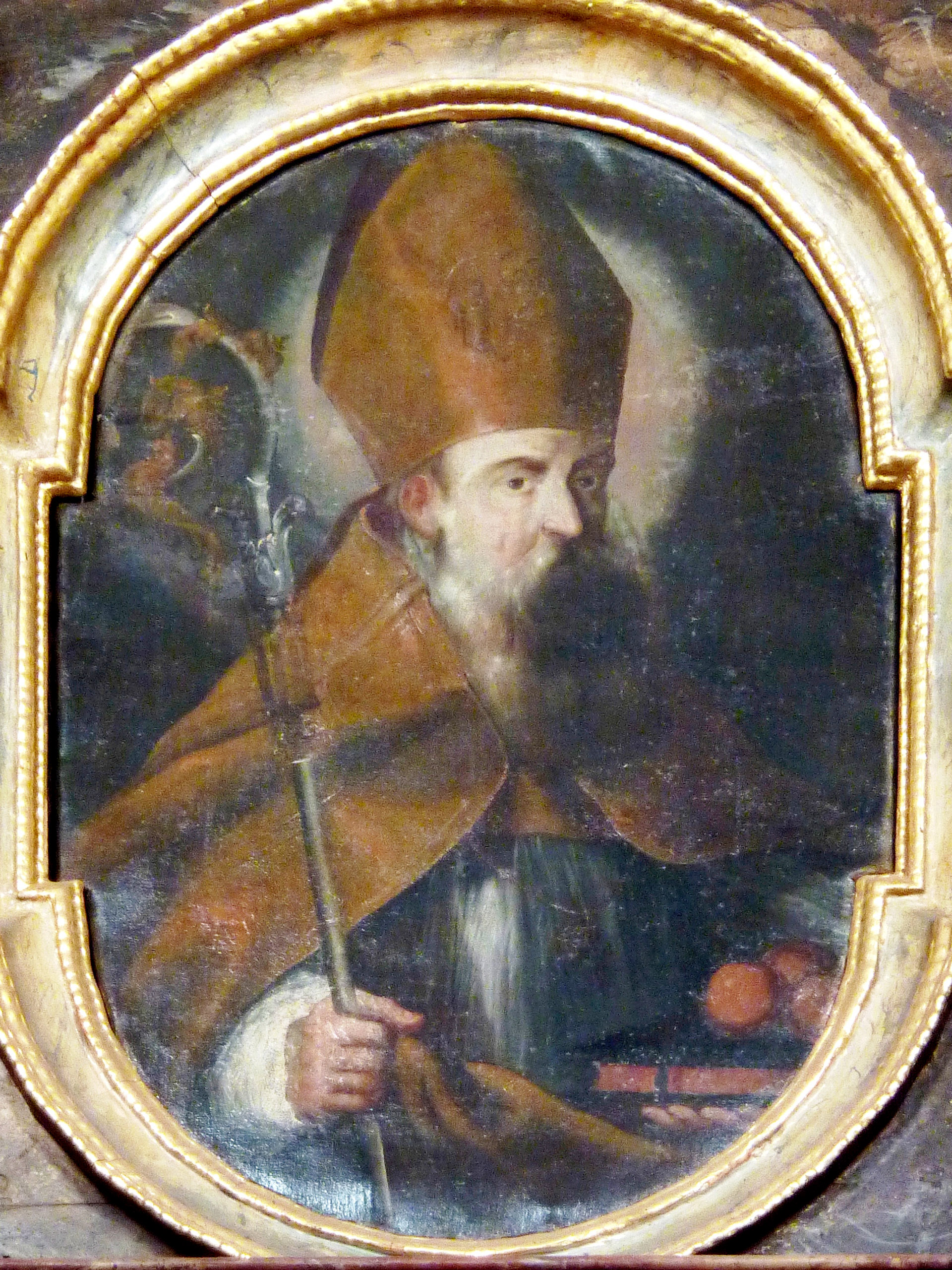
Nikolaus von Myra
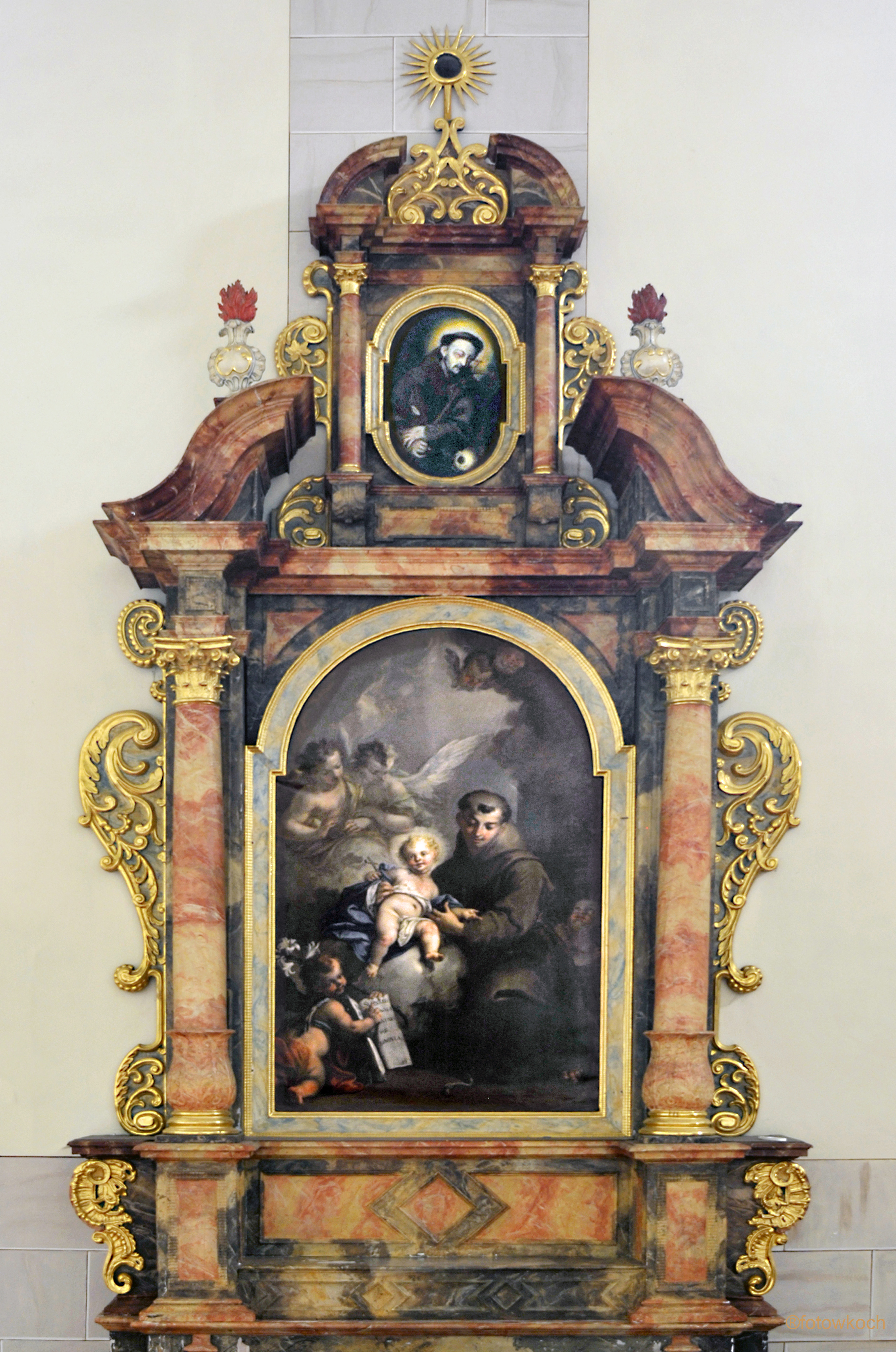
Antonius und das Jesuskind
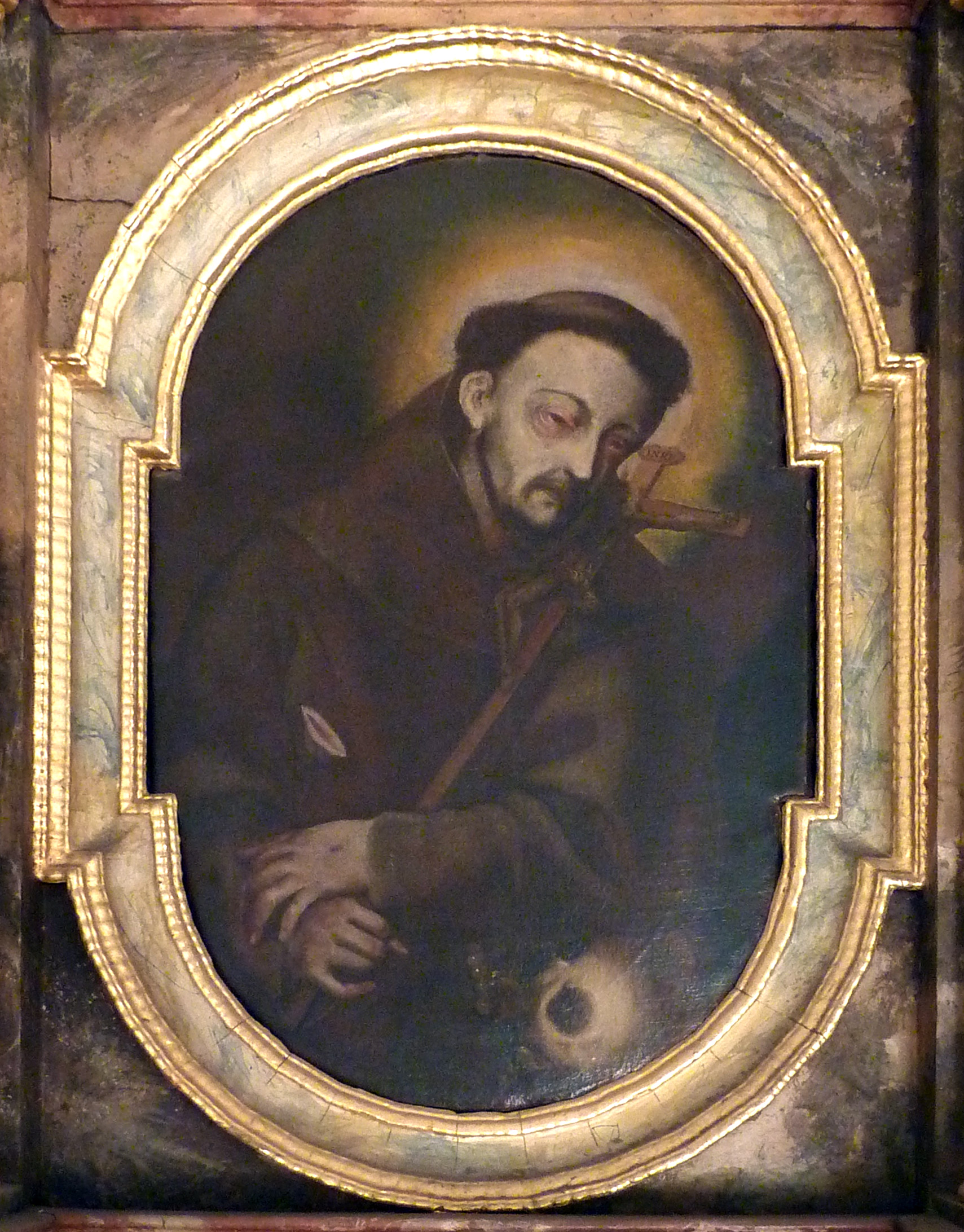
Franz von Assisi

Die Seitenaltäre aus der Franziskanerzeit befinden sich seit 1961 an den Seitenwänden. Gleich barock gestaltet, bestehen sie aus Holz mit marmorähnlicher Fassung. Zwei Säulen mit Schleierbrettern daneben flankieren das Hauptbild und tragen einen verkröpften Architrav mit einem gesprengten Giebel darüber, dessen Öffnung Platz für den Altarauszug gibt, dieser wiederum mit einem (kleineren) Bild zwischen Säulen, zuoberst eine Monstranz. Die Bilder wurden dem Ordensbruder Lucas Plazer (* 1663/64 in Eppan, † 1723), werden aber heute (mit einer Ausnahme, siehe unten) der Brixener Werkstatt von Stephan Kessler zugeschrieben, mit dem Laxner bekannt war.
Das Hauptbild des linken Seitenaltars, an der Nordwand, zeigt Joachim und Anna, nach dem apokryphen Protoevangelium des Jakobus die Eltern der Maria. Anna unterrichtet ihre Tochter Maria, die in der Übersetzung der Vulgata die Verheißung des Jesaja liest: „ECCE VIRGO CONCIPIET“ – „Sieh, eine Jungfrau wird empfangen“ (Jes 7,14 ). Das Oberbild zeigt Nikolaus von Myra als Bischof mit den drei Goldkugeln seiner Legende.
Im Hauptbild des rechten Seitenaltars hält der heilige Antonius von Padua das Jesuskind im Arm. Ein Engelchen darunter  mit einer Lilie zeigt ihm in einem Buch die Schrift „SI QUAERIS <MIR>ACULA“ – „Wenn du Wunderzeichen suchst“, Beginn eines Gebets zu Antonius’ Ehren. Alles Licht strahlt von dem Kind aus. Das Gemälde ist auf dem Buch „F.VP.P“ – „Franz Unterberger pinxit“ signiert, stammt also nicht von Stephan Kessler, sondern von Franz Sebald Unterberger. Es war wohl ursprünglich für das 1813 geschlossene Franziskanerkloster Seelbach bestimmt. Das Oberbild zeigt den heiligen Franziskus, stigmatisiert, mit einem Totenschädel.
Die heutige Orgel wurde 1966 von der Firma Wagner und Vier in Grötzingen in ein barockes Gehäuse unbekannter Herkunft eingebaut.

## Ausstattung der Spitalkapelle
Auch die Decke der Spitalkapelle ist mit Malerei geziert. In der Reihe zentraler Rauten sind Symbole Marias gemäß der Lauretanischen Litanei dargestellt, von West nach Ost „Spiegel der Gerechtigkeit“ – „Geistliches Gefäß“ – „Meerstern“ – „Goldenes Haus“ – „Turm Davids“.

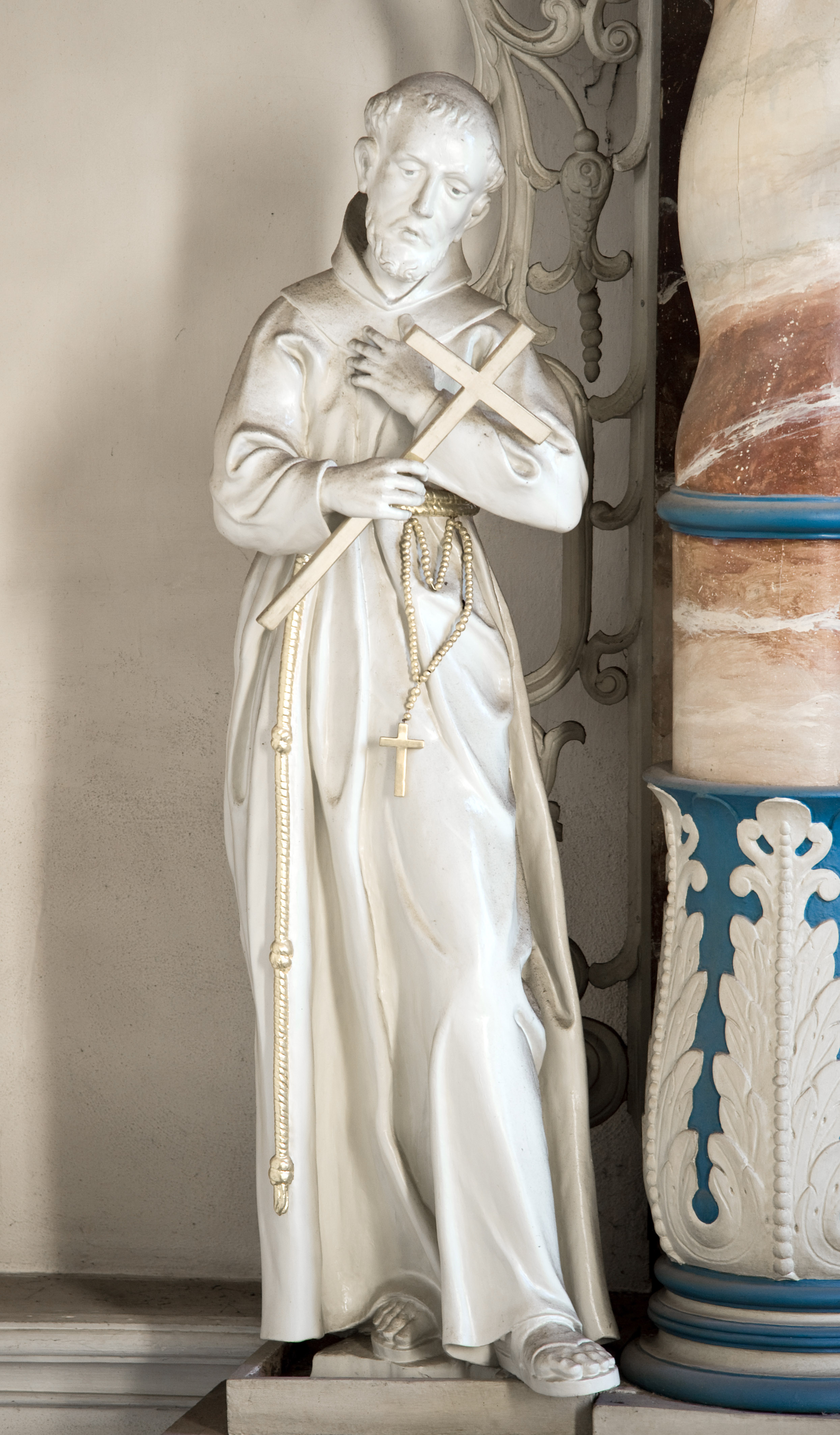
Franz von Assisi
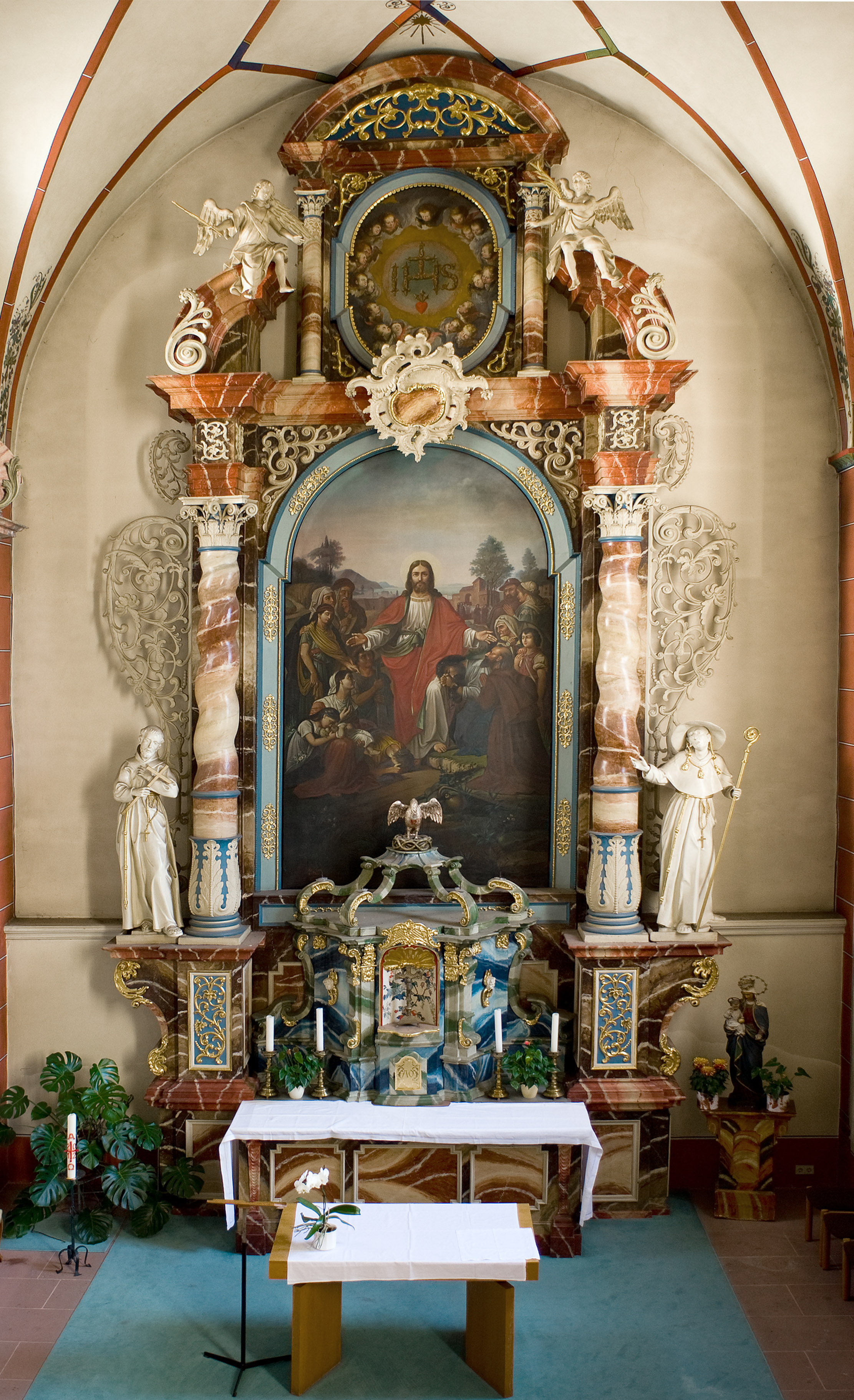
Altar
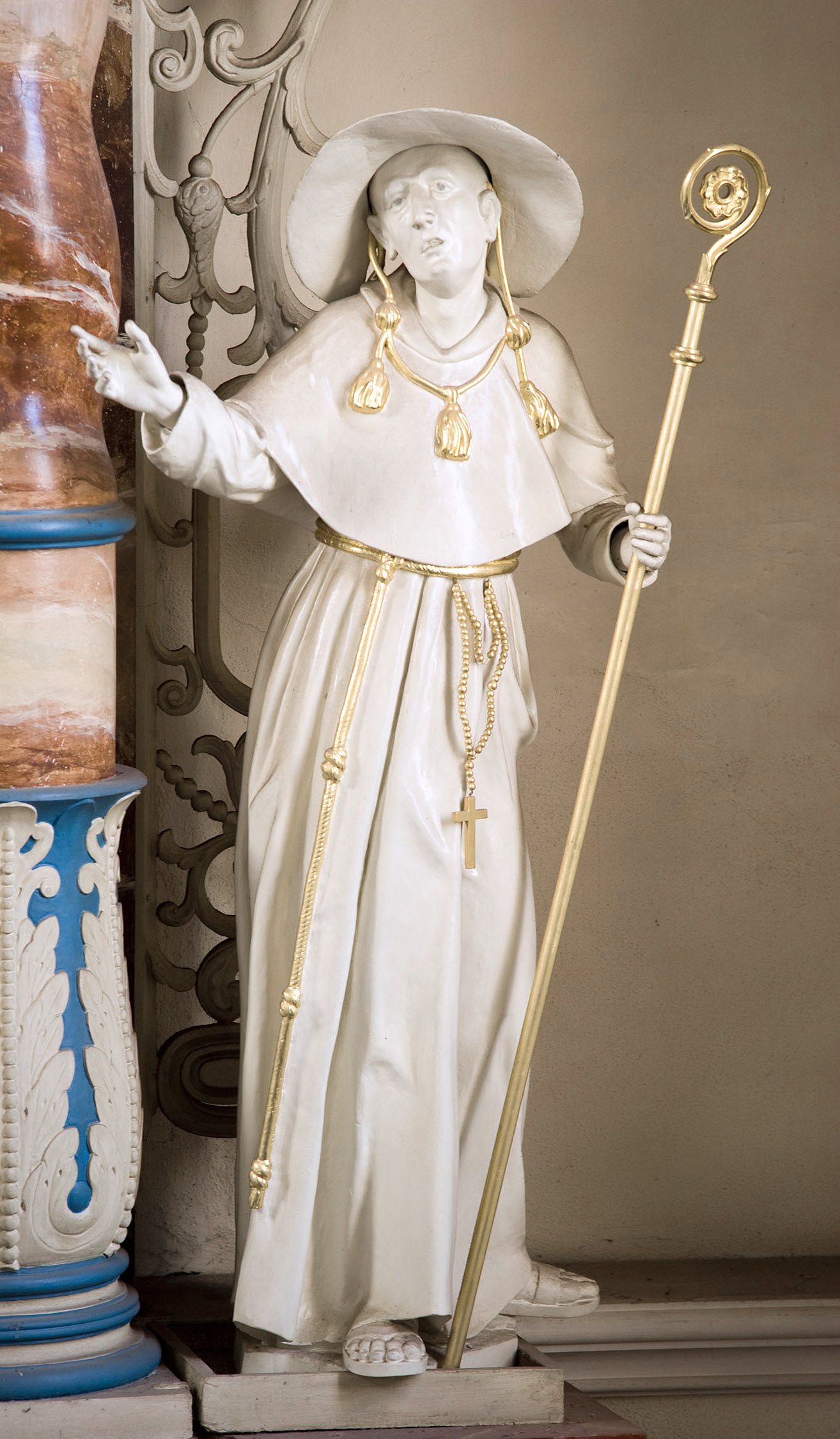
Bonaventura

Als Hauptmeister des Altars wird Frater Felizianus Grießauer (1658/61–1731) vermutet. Gewundene marmorierte Säulen mit Schleierbrettern seitlich rahmen das Hauptbild Jesus heilt die Kranken von Emil Weis (1857–1936). Den Architrav ziert eine Kartusche aus Rocailleornamenten. Im Auszug darüber weisen Engel auf ein Bild vermutlich Stephan Kesslers hin, in dem Kränze von  Engelsköpfchen und Gold das goldene Jesusmonogramm IHS – mit einem goldenen Kreuz darüber und dem leuchtend roten Herzen Jesu, in dem drei Nägel der Kreuzigung stecken, darunter – umgeben. Den Tabernakel krönt ein reich bewegter Baldachin. Darauf steht ein Pelikan als Symbol Jesu. Auf Postamenten stehen neben den Säulen links Franz von Assisi und rechts der heilige Franziskaner Bonaventura als Kardinal. Auf der Rückseite des Kragens von Franz von Assisi sind die Jahreszahl 1759 und das Monogramm ISB geschnitzt, das unentschlüsselt ist.

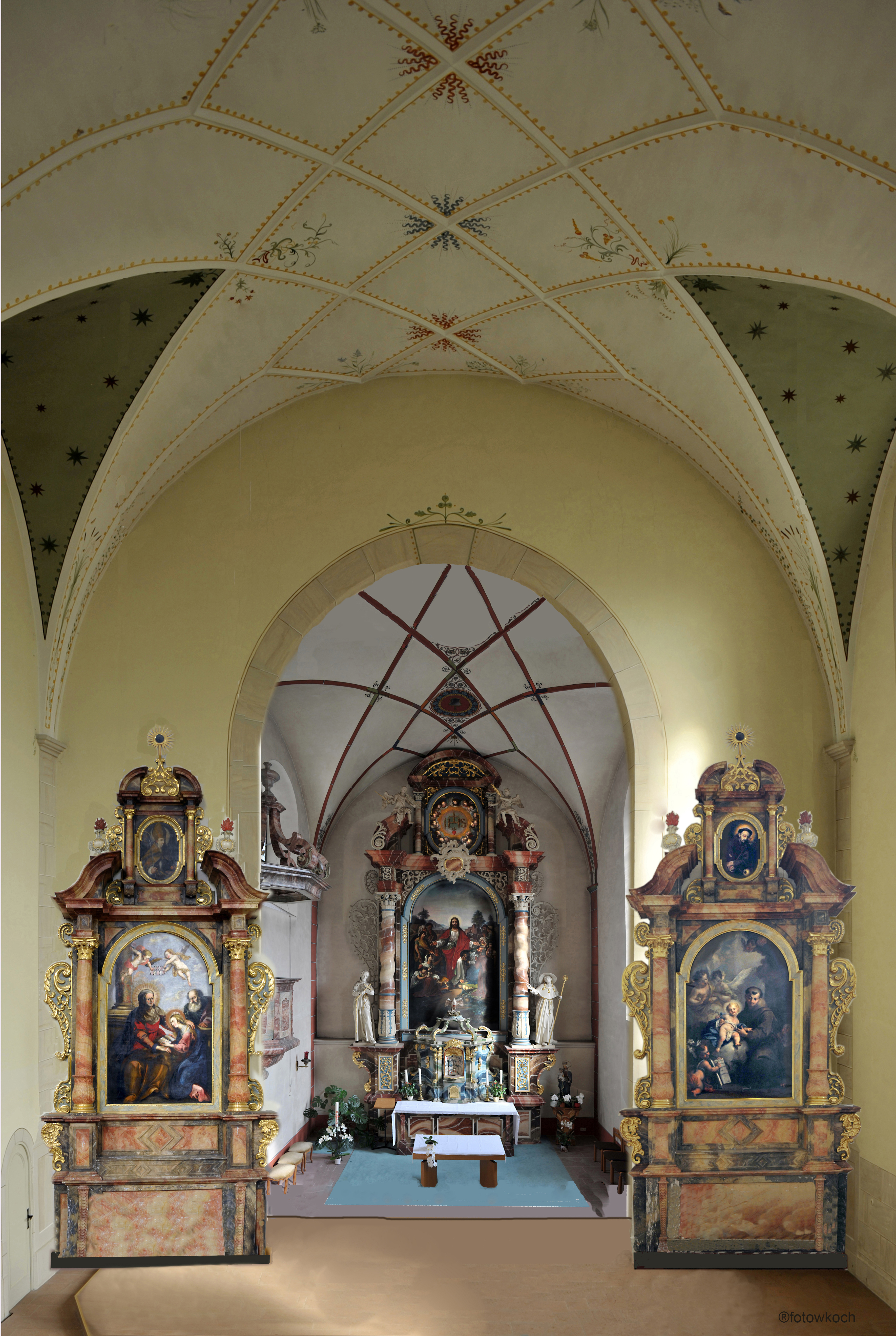
Foto-Rekonstruktion der Kirche der Franziskanerzeit

## Würdigung
Die Anlage ist vom Armutsideal der Franziskaner geprägt. Daraus hat sich im Laufe der Jahrhunderte das Nebeneinander  von evangelischer Kirche, katholischer Kapelle und Pflegeheim entwickelt. Dabei, urteilen Blum und Pixberg, war nicht nur der Baumeister von Belang. „Bedeutsame Aufgaben übernahmen weiterhin die Holzbildhauer und Maler, die Marmorierer und Stuckateure. Verschiedene Kunstepochen haben Anteil an der Ausstattung dieser Kirche. <...> Diese unterschiedlichen künstlerischen Gestaltungsformen lassen verschiedene theologisch-liturgische Konzeptionen erkennen, die hinter dem jeweiligen Ausdruckswillen stehen.“
Etwas Wesentliches ist heute nicht mehr erlebbar: der Gesamteindruck der ehemaligen Franziskanerkirche mit Langhaus und Chor sowie das Miteinander der drei Altäre. „Sie stellten ein Ensemble dar, bei dem die beiden Seitenaltäre auf den Hochaltar hingeordnet waren.“ Eine Foto-Rekonstruktion durch den Ingenieur Wilfried Koch (* 1939), bei der die Trennwand entfernt ist und ein Triumphbogen das Schiff in den Chor öffnet, erlaubt eine annähernde Vorstellung.